# 潼射镇
潼射镇，是中华人民共和国四川省遂宁市射洪市下辖的一个乡镇级行政单位。

## 行政区划
潼射镇下辖以下地区：
莲花社区、幸福村、犀牛村、马墩村、板桥沟村、太平寨村、弥勒寺村、九道拐村、北寨村、马黄寺村、玉皇堡村、鹤鸣村、大悲村、黄连村、茶园村、菊花村、金马村和罗村。